# العلاقات الليسوتوية النيوزيلندية
العلاقات الليسوتوية النيوزيلندية هي العلاقات الثنائية التي تجمع بين ليسوتو ونيوزيلندا.

## مقارنة بين البلدين
هذه مقارنة عامة ومرجعية للدولتين:
| وجه المقارنة                                              | ليسوتو                      | نيوزيلندا                                              |
| --------------------------------------------------------- | --------------------------- | ------------------------------------------------------ |
| المساحة (كم2)                                             | 32.96 ألف                   | 268.02 ألف                                             |
| عدد السكان (نسمة)                                         | 2.23 مليون                  | 4.24 مليون                                             |
| الكثافة السكانية (ن./كم²)                                 | 67.66                       | 15.82                                                  |
| العاصمة                                                   | ماسيرو                      | ويلينغتون، أوكلاند                                     |
| اللغة الرسمية                                             | لغة إنجليزية، اللغة السوتية | لغة إنجليزية، اللغة الماورية، لغة الإشارة النيوزيلندية |
| العملة                                                    | لوتي ليسوتو                 | دولار نيوزيلندي، الجنيه النيوزيلندي                    |
| الناتج المحلي الإجمالي (بليون دولار)                      | 2.64 مليار                  | 205.85 مليار                                           |
| الناتج المحلي الإجمالي (تعادل القوة الشرائية) بليون دولار | 6.30 مليار                  |                                                        |
| الناتج المحلي الإجمالي الاسمي للفرد دولار أمريكي          | 1.07 ألف                    |                                                        |
| الناتج المحلي الإجمالي للفرد دولار أمريكي                 | 2.64 ألف                    |                                                        |
| مؤشر التنمية البشرية                                      | 0.497                       | 0.914                                                  |
| رمز المكالمات الدولي                                      | +266                        | +64                                                    |
| رمز الإنترنت                                              | .ls                         | .nz                                                    |
| المنطقة الزمنية                                           | ت ع م+02:00                 | ت ع م+13:00، ت ع م+12:00                               |

## منظمات دولية مشتركة
يشترك البلدان في عضوية مجموعة من المنظمات الدولية، منها:
| علم المنظمة | اسم المنظمة                               | تاريخ انضمام ليسوتو | تاريخ انضمام نيوزيلندا |
| ----------- | ----------------------------------------- | ------------------- | ---------------------- |
|             | البنك الدولي للإنشاء والتعمير             | 25 يوليو 1968       | 31 أغسطس 1961          |
|             | منظمة التجارة العالمية                    | ?                   | ?                      |
|             | المركز الدولي لتسوية المنازعات الاستشارية | 7 أغسطس 1969        | 2 مايو 1980            |
|             | منظمة حظر الأسلحة الكيميائية              | ?                   | ?                      |
|             | الأمم المتحدة                             | 17 أكتوبر 1966      | 24 أكتوبر 1945         |
|             | منظمة الشرطة الجنائية الدولية             | ?                   | ?                      |
|             | وكالة ضمان الاستثمار متعدد الأطراف        | 12 أبريل 1988       | 22 أبريل 2008          |
|             | يونسكو                                    | 29 سبتمبر 1967      | 4 نوفمبر 1946          |
|             | مؤسسة التنمية الدولية                     | 19 سبتمبر 1968      | 1 أكتوبر 1974          |
|             | مؤسسة التمويل الدولية                     | 29 سبتمبر 1972      | 31 أغسطس 1961          |
|             | الاتحاد البريدي العالمي                   | ?                   | ?                      |
|             | دول الكومنولث                             | 1966                | ?                      |
|             | الاتحاد الدولي للاتصالات                  | 26 مايو 1967        | 3 يونيو 1878           |

## وصلات خارجية
- موقع وزارة الخارجية الليسوتوية
- موقع وزارة الخارجية النيوزيلندية